# H.120
H.120은 최초의 디지털 영상 인코딩 표준이다. COST 211이 개발하였으며 CCITT가 1984년에 발표하였다. H.120은 충분한 품질을 갖추고 있지 않으며, 구현이 적고, 파일 형식을 위한 실재 코덱이 존재하지 않는 것으로 밝혀졌지만, H.261과 같은 실용적인 후속 표준 개발에 도움을 주는 중요한 지식들을 제공하였다.

## 스트리밍 포맷
H.120 스트리밍은 NTSC에서 1544 kbit/s로, PAL에서 2048 kbit/s로 작동한다. 버전 1(1984)은 조건부 화상부호화(conditional replenishment), 미분 펄스 부호 변조, 스칼라 양자화, 가변 길이 부호화, 퀸컹스 샘플링(quincunx sampling)을 위한 스위치 등의 특징을 가진다. 버전 2(1988)은 움직임 보상과 배경 예측을 추가하였다. 최종 버전(새로운 기술적 내용은 추가되지 않았다.)은 이전 CCITT 표준 협의체를 대체하기 위한 ITU-T의 설립의 결과로 1993년 발표되었다.

## 문제점과 이를 통해 얻은 지식
H.120 영상은 실제 사용에 충분한 품질을 갖추고 있지 않다. 스트리밍을 위한 표적 비트레이트를 초과하지 않고 영상 품질을 향상시키기 위해서는 각각의 화소에 1비트 보다 적은 평균을 사용하여 인코딩 하여야 한다는 것을 연구가들이 밝혀냈다. 이는 픽셀 집합이 함께 코딩되어야 한다는 것을 의미한다. 이것은 첫 번째 실용 영상 인코딩 표준인 H.261 같은, H.120을 따르는 블록 기반 코덱으로 이끌었다.